# Крозе
Изолираните студени субантарктически острови Крозе се намират в южната част на Индийския океан (46° ю.ш., 50°33'–52°58' и.д.) на пътя между Мадагаскар и бреговете на Антарктида. Архипелагът е съставен от 5 големи и 15 малки острова с обща площ от 352 km2. Тези острови са единствената част на подводното плато Крозе, която се подава над нивото на океана. Архипелагът Крозе е разделен на две основни групи, отстоящи на около 100 км една от друга – западна или L'Occidental и източна или L' Oriental, в чийто състав влиза и Ил дьо ла Посесион – най-големият остров от групата.
Относителните размери на по-значителните острови от архипелага са: Ил дьо ла Посесион – 150 км2, с най-висока точка 934 m; Ил дьо Л’ест – 130 км2, чиято най-висока точка е 1090 m; Ил де Пенгуен – 3 км2, с най-висока точка 340 m; Ил о Кошон – 67 км2, с най-висока точка 826 m; Илот дез Апотр – 2 км2, чиято най-висока точка е 289 m. Изградени са предимно от базалти.
Най-високият връх на архипелага Крозе е Марион дю Френ (1090 m) на Ил дьо Л’ест. Въпреки че някога са били покрити с лед, днес на островите няма ледници. Вечен сняг се задържа само високите върхове. Лежащ на пътя на Ревящите четиридесет градуса, архипелагът е под постоянния напор на свирепи (предимно западни) ветрове и на чести атмосферни депресии, носещи студ, дъждове и ниска облачност. Средния брой на дъждовните дни е 300-годишно, а през повече от 100 дни в годината скоростта на вятъра превишава 100 км/ч. През лятото температурите почти не превишават 18 °C, а през зимата рядко падат под 0 °C

## Откриване
Архипелагът Крозе е открит на 23 януари 1772 от френския мореплавател Марк-Жозеф Марион дю Френ, плаващ на борда на фрегатите Le Mascarin и Marquis de Castries. На около 500 мили от Острови Принц Едуард той открива архипелаг, който кръщава Крозе в чест на своя втори офицер. На следващия ден група французи слизат на Ил до ла Посесион и архипелагът е обявен за владение на Франция, под чиято политическа опека се намира и до днес.
В края на 1873 островите Крозе се оказват по маршрута на околосветската експедиция на британския океанографски кораб HMS Challenger. От борда на парната корвета архипелагът е забелязан рано сутринта на 31 декември 1873, но поради плътна мъгла до вечерта всички опити да се подходи към сушата остават безуспешни.
Корабокрушенията на архипелага били често срещано явление, а за оцелелите островите Крозе се оказвали като затвор. Корабокрушенията на Крозе стават толкова чести, че командването на британския кралски флот започва да изпраща на всеки 2 години кораб за издирване на оцелелите. Благодарение на това през 1889 са спасени 45 корабокрушенци, оцелели 6 месеца, ядейки само пингвини. През 19 и началото на 20 в. Франция осъществява няколко посещения на архипелага с оглед отстояването на своите териториални претенции. Заедно с островите Кергелен, Амстердам и Сен Пол, архипелагът Крозе е администриран като колония, и чак през 1955 е присъединен към т.нар. Френски южноантарктически територии.
Първата временна научна база е изградена на о. Посесион през 1961. През сезонът 1963 – 1964 на североизточния бряг на острова е основана научната станция Порт Алфрéд, известна днес като Алфрéд–Фор. Няколко пъти годишно научноизследователската база получава доставките си от остров Реюнион с кораба Marion Dufresne.